# Džamija Šejha Magribije
Džamija Šejha Magribije ili Magribija džamija nalazi se na nekadašnjem krajnjem zapadu starog Sarajeva (danas na Marijin dvoru). Izgrađena je polovinom XVI. stoljeća. Teško je oštećena tokom srpske agresije 1992/95.
Točnih podataka o gradnji nema, postoje tek pretpostavke da je Magribiju dao izgraditi šejh Magribija, koji je došao u Sarajevo zajedno s Isa-begom, osnivačem grada. Po nekim izvorima prvotna Magribija, koja je izgorila 1459. god, podignuta je u vrijeme osnivanja Sarajeva u blizini današnje džamije. Današnji smještaj dobiva između 1538. – 1565. god., kada se prvi put spominje u dokumentima. U požaru 1697. god. je teško oštećena, sačuvani su samo zidovi i kamena munara. Konačan, današnji izgled dobiva 1766. godine.